# Goner Music
Goner Music Entertainment, S. L. (comercialmente Goner Music; a veces estilizada como GonerMUSIC Entertainment) es un sello discográfico y empresa de management musical con sede en El Molar (Comunidad de Madrid, España). La sociedad se constituyó legalmente en abril de 2025. La marca ha recibido cobertura en distintos medios españoles en relación con su actividad de gestión de artistas.

## Historia
La sociedad Goner Music Entertainment, S. L. fue constituida el 11 de abril de 2025 con domicilio en la calle San Roque, 4 (El Molar, Madrid), según consta en el Boletín Oficial del Registro Mercantil.

## Actividades
La compañía opera como sello discográfico y presta servicios de management y acompañamiento a artistas —incluyendo promoción, planificación y otros servicios asociados—, de acuerdo con la cobertura publicada en medios españoles citados.

## Cobertura en medios
En abril de 2024, diversos medios españoles publicaron artículos sobre el management musical en los que figuró la marca o su actividad, entre ellos El Confidencial Digital, Diario Siglo XXI, Cantabria Económica y El Mundo Empresa.